# Grand Glacier
Le Grand Glacier est un glacier de France situé en Isère, dans le massif du Taillefer, sur l'ubac du Grand Armet. Ce n'est pas le seul glacier de ce massif, d'autres à l'état de reliquats se trouvent sous le sommet du Taillefer, mais le seul à avoir un toponyme.

Grand Glacier en août 2023
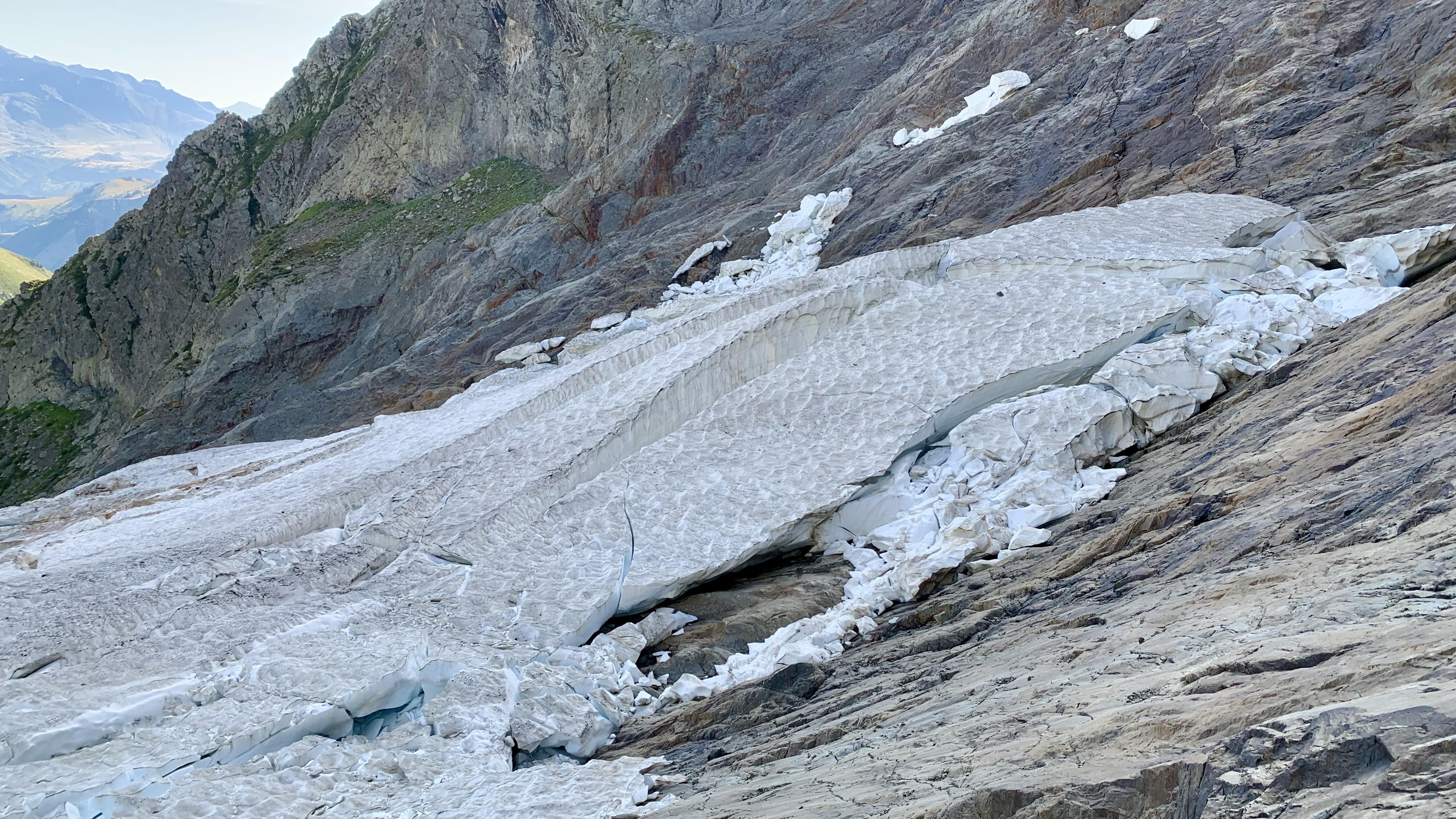
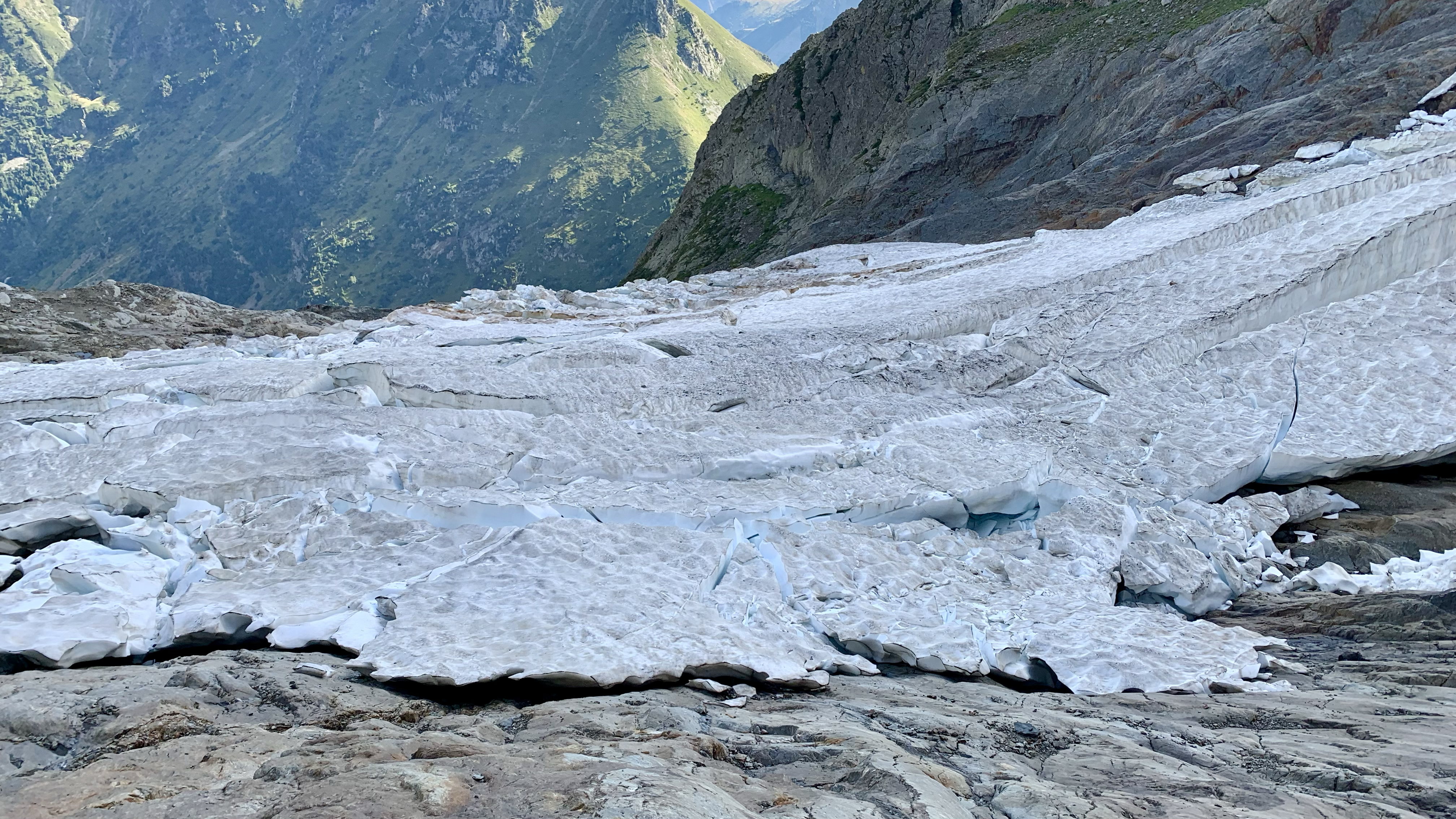
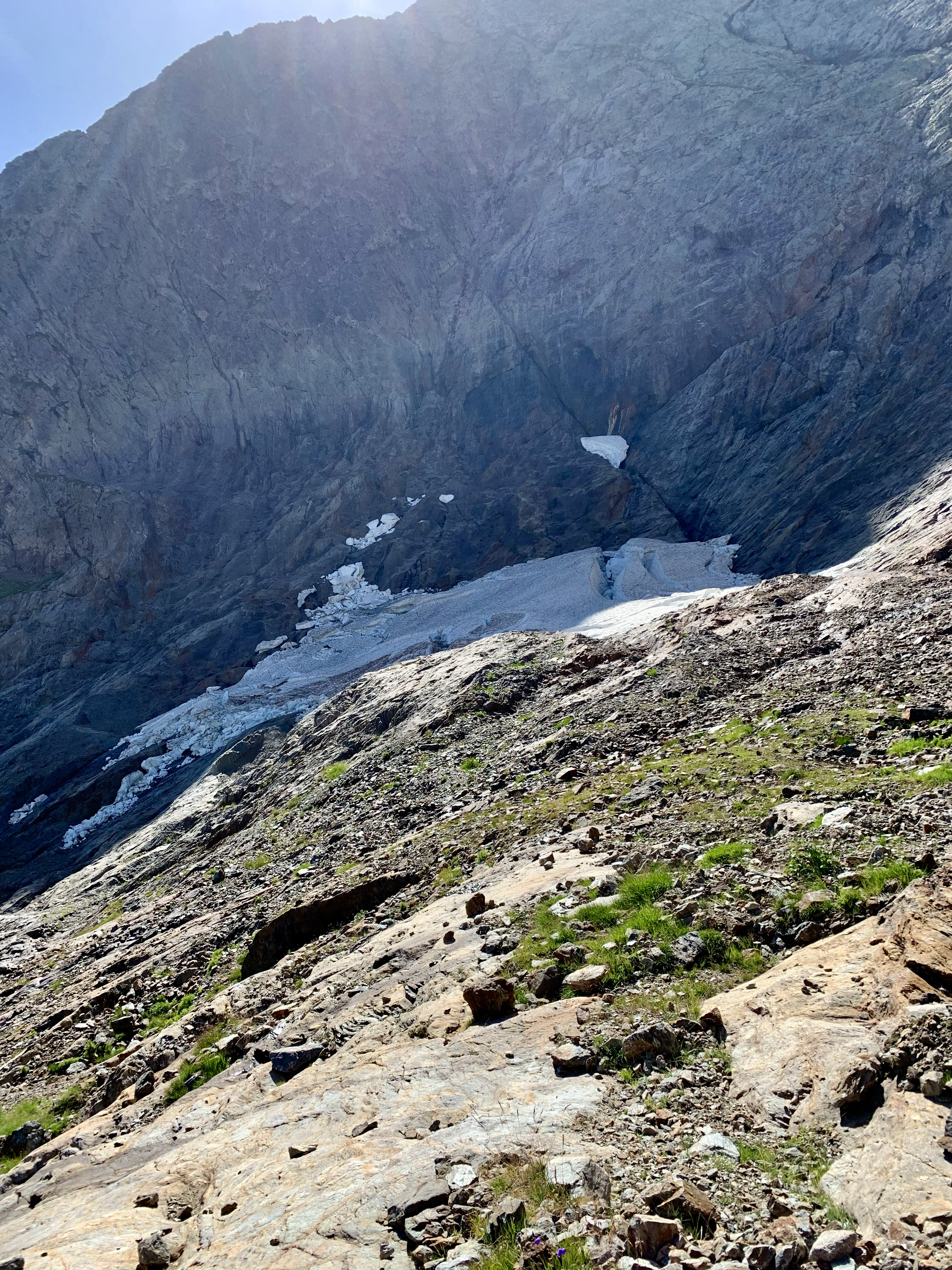